# 豪斯施托克山
46°52′32″N 9°4′0″E / 46.87556°N 9.06667°E

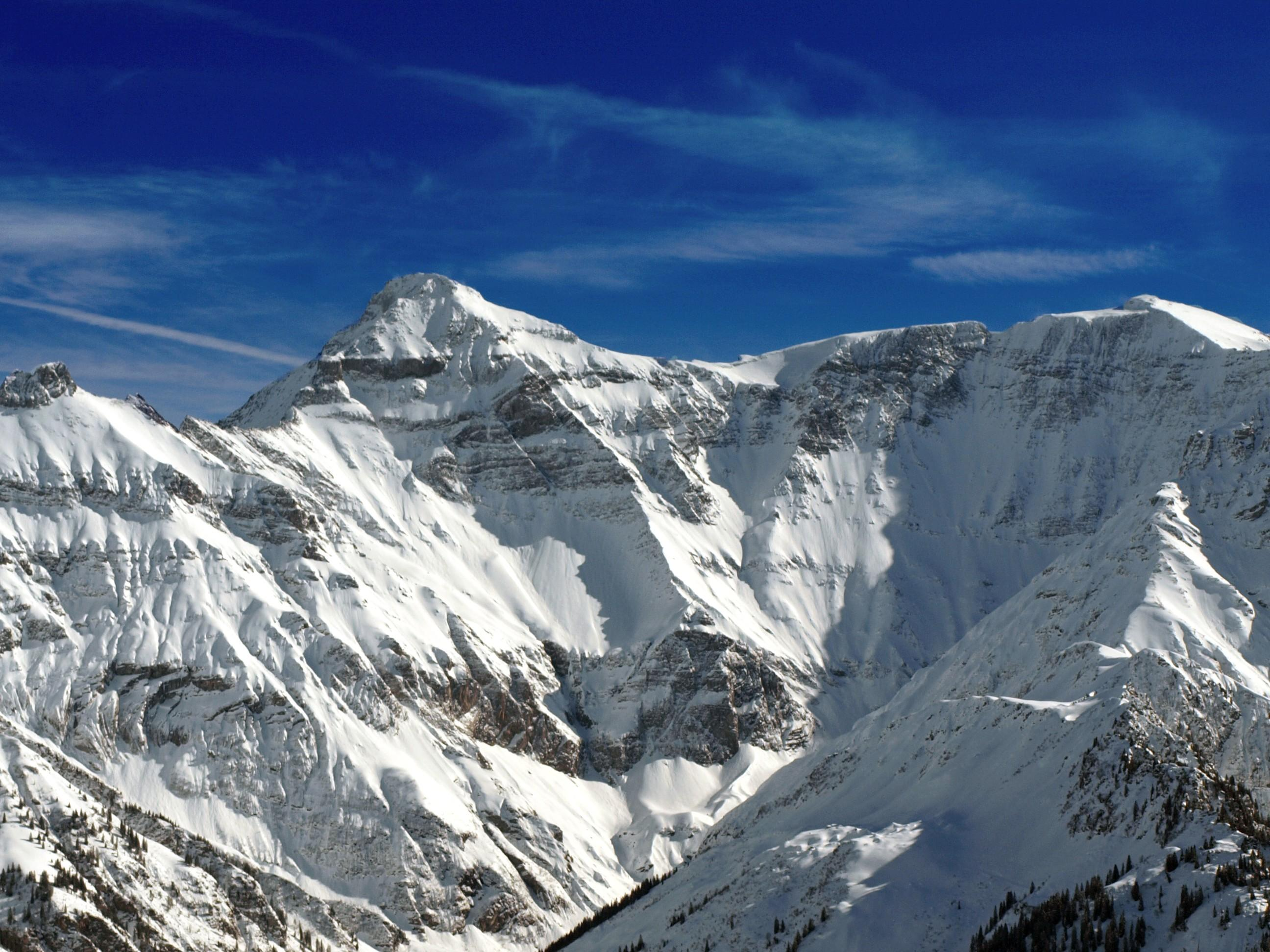

豪斯施托克山（Hausstock），是瑞士的山峰，位於該國東部，處於格拉魯斯州和格勞賓登州之間接壤的邊界，屬於格拉魯斯山的一部分，海拔高度3,158米，人類在1832年首次登頂。

## 外部連結
- Hausstock on Summitpost（页面存档备份，存于）
- Hausstock on Hikr（页面存档备份，存于）